# SS Doric (1883)
SS Doric foi um navio transatlântico britânico operado pela White Star Line.

## História
O navio foi construído pelo estaleiro Harland and Wolff, em Belfast, sendo lançado em 1883. Ele foi o primeiro navio a White Star Line a ser nomeado de Doric, um outro navio que foi construído mais tarde, em 1923, também partilhou o mesmo nome. Depois de servir pela White Star Line, ele foi fretado pela New Zealand Shipping Company. Em 1896, Doric foi novamente transferido, desta vez para a Occidental & Oriental Line, navegando entre São Francisco e Hong Kong. No dia 6 de julho de 1902, o jornal New York Times informou que o Doric havia chegado em São Francisco com uma grande carga de 2.693 toneladas, que incluía o maior carregamento de ópio na época.
Doric deixou São Francisco em sua última viagem pela White Star Line, no dia 8 de agosto de 1906. No mesmo ano, Dóric foi vendido para a Pacific Mail Steamship Company, que o renomeou de Asia. Ele realizou viagens para Hong Kong até encalhar ao largo da costa de Zhejiang.

## Naufrágio
No dia 23 de abril de 1911, Doric encalhou em condições de neblina, naufragando perto de Wenzhou, sul da China. Toda a tripulação e passageiros foram resgatados com segurança, e o navio foi saqueado pelos pescadores locais, sendo posteriormente desmantelado.